# أنجل غودريتش
أنجل غودريتش (بالإنجليزية: Angel Goodrich) مواليد 24 فبراير 1990 في غلانديل، هي لاعبة كرة سلة أمريكية. بدأت مسيرتها الاحترافية في سنة 2013. تم اختيارها من قبل فريق تلسا شوك خلال الدرافت. تلعب مع سياتل ستورم في دوري الاتحاد الوطني لكرة السلة النسائية. وتحمل الرقم 3. لعبت مع تلسا شوك.

## روابط خارجية
- أنجل غودريتش على موقع الاتحاد الوطني لكرة السلة النسائية (الإنجليزية)
- أنجل غودريتش على موقع كرة السلة الأوروبية.كوم (الإنجليزية)
- أنجل غودريتش على موقع كلية كرة السلة في سبورتس رفرنس.كوم (الإنجليزية)
- أنجل غودريتش على موقع بروبوليرز (الإنجليزية)
- أنجل غودريتش على موقع سبورتس رفرنس (الإنجليزية)